# 珀魯鎮區 (印第安納州邁阿密縣)
珀魯鎮區（英語：Peru Township）是位於美國印第安納州邁阿密縣的一個行政鎮區。

## 地方資料
根據2010年美國人口普查的數據，珀魯鎮區的面積為66.00平方千米，當中陸地面積為64.80平方千米，而水域面積為1.20平方千米。當地共有人口11291人，而人口密度為每平方千米171.08人。